# Discopodium eremanthum
Discopodium eremanthum är en potatisväxtart som beskrevs av Emilio Chiovenda. Discopodium eremanthum ingår i släktet Discopodium och familjen potatisväxter. Inga underarter finns listade i Catalogue of Life.